# Iberattus semiglabratus
Genre
Espèce
Synonymes
- Attus semiglabratus  Simon, 1868
- Euophrys semiglabrata (Simon, 1868)

Iberattus semiglabratus, unique représentant du genre Iberattus, est une espèce d'araignées aranéomorphes de la famille des Salticidae.

## Distribution
Cette espèce se rencontre en France, en Espagne et au Portugal. Elle a été observée dans les Pyrénées, la cordillère Cantabrique et la serra da Estrela.

## Description
Le mâle holotype mesure 5 mm.

## Publications originales
- Simon, 1868 : Monographie des espèces européennes de la famille des attides (Attidae Sundewall. - Saltigradae Latreille). Annales de la Société Entomologique de France, sér. 4, vol. 8, p. 11-72 & 529-726 (texte intégral).
- Prószyński, Noordam, Oger & Schäfer, 2018 : Delimitation of Mediterranean genus Iberattus gen. n., with comments on genus Saitis (Araneae: Salticidae). Ecologica Montenegrina, no 18, p. 82-98 (texte intégral).